# Buddleja nivea
Buddleja nivea là một loài thực vật có hoa trong họ Huyền sâm. Loài này được Duthie mô tả khoa học đầu tiên năm 1905.